# Westworth Village (Texas)
Westworth Village es una ciudad ubicada en el condado de Tarrant en el estado estadounidense de Texas. En el Censo de 2010 tenía una población de 2472 habitantes y una densidad poblacional de 457,11 personas por km².

## Geografía
Westworth Village se encuentra ubicada en las coordenadas 32°45′35″N 97°25′25″O / 32.75972, -97.42361. Según la Oficina del Censo de los Estados Unidos, Westworth Village tiene una superficie total de 5.41 km², de la cual 5.38 km² corresponden a tierra firme y (0.53%) 0.03 km² es agua.

## Demografía
Según el censo de 2010, había 2472 personas residiendo en Westworth Village. La densidad de población era de 457,11 hab./km². De los 2472 habitantes, Westworth Village estaba compuesto por el 81.39% blancos, el 5.74% eran afroamericanos, el 0.61% eran amerindios, el 1.33% eran asiáticos, el 0.04% eran isleños del Pacífico, el 7.65% eran de otras razas y el 3.24% pertenecían a dos o más razas. Del total de la población el 26.09% eran hispanos o latinos de cualquier raza.